# Скандал навколо вечірки Івлєєвої
«Майже гола» («Almost naked») — вечірка Івлєєвої Анастасії, проведена в ніч на 21 грудня 2023 року, яка викликала широкий суспільний резонанс у Росії після публікації фото. Призвела до скандалу, оскільки російські пропагандисти розкритикували її як недоречну, говорячи про загибель російських окупантів під час російсько-української війни.
Лефортовський Московський суд визнав вечірку «пропагандою нетрадиційних сексуальних стосунків». Це пов'язано з Російським законом про заборону «ЛГБТ» в Росії та «забороні пропаганди ЛГБТ в Росії». Учасники публічно вибачилися. Анастасія Івлєєва, як організатор, була оштрафована на 100 тисяч руб.

## Подія
На вечірці були присутні понад 200 осіб, було запрошено 450. Подія являла різдвяний костюмований бал, що проходив у московському нічному клубі «Мутабор» 20-22 грудня 2023 р. Перший вечір, 20 грудня, був ексклюзивним для знаменитостей, квитки на нього коштували $11 тис., тоді як другий вечір (21 грудня) був відкритий для широкої публіки за 2500 руб. Вечірка продовжилася 22 грудня. Запропонований дрес-код на вечірці був «майже голий», і багато відвідувачів були одягнені в мінімум одягу.

## Наслідки
- Вечірка спровокувала обурення у блогерів, прихильників російсько-української війни. Вони дорікнули зіркам, що захід відбувався у час війни (за їхніми словами: «спеціальної воєнної операції»). Також із вимогою перевірити клуб виступила Катерина Мізуліна.
- 22 грудня 2023 року російська поліція провела обшуки та вилучила записи з камер спостереження в клубі «Мутабор». 22 грудня репера Vacio (Микола Васильєв), заарештували на 15 діб і оштрафували на 200 тис. рублів.[2]
- Зіткнувшись із масовою критикою, 24 грудня Анастасія Івлєєва публічно попросила вибачення за свої дії, за її словами, всі виручені кошти вона обіцяла передати на благодійність. З публічними вибаченнями виступили й інші учасники вечірки.
- З Івлєєвою розірвали контракти телекомунікаційна компанія МТС і банк Тінькофф.
- 29 грудня стало відомо про припинення діяльності клубу «Мутабор» на 90 днів.
- Концерти деяких артистів та їхню участь у «блакитних вогниках» (рос. Голубой огонёк) скасовано